# Masa na sprężynie

Ruch ciała na sprężynie

Masa na sprężynie – modelowe zagadnienie z fizyki przedstawiane w podręcznikach fizyki jako przykład wyjaśniający zagadnienia drgań, w szczególności drgań harmonicznych. jest to ciało przyczepione do sprężyny, które wychylone z położenia równowagi wykonuje drgania pod wpływem  siły sprężystości sprężyny.
Drgania ciała na sprężynie są drganiami harmonicznymi prostymi, jeżeli siła sprężystości jest proporcjonalna do wychylenia ciała z jego położenia równowagi (jest tak, gdy sprężyna nie zostanie rozciągnięta zbyt mocno, tj. gdy naprężenia w sprężynie są poniżej granicy plastyczności), a jednocześnie nie działają żadne siły oporu. Okres takich drgań zależy tylko od masy {\displaystyle m} ciała i współczynnika sprężystości sprężyny {\displaystyle k.}
W przypadku występowania oporów ruchu drgania są drganiami tłumionymi. Gdy zaś występuje siła zewnętrzna, okresowo zmienna, to drgania określa się jako drgania wymuszone.
Jeżeli siła kierująca nie jest proporcjonalna do wychylenia, masa na sprężynie wykonuje drgania anharmoniczne.

## Drgania harmoniczne nietłumione
Zagadnienie jest problemem jednowymiarowym. Ciało (masa punktowa) porusza się i siła działa wzdłuż tej samej prostej, na ciało nie działają inne siły. Istnieje położenie ciała, zwane położeniem równowagi, w którym na ciało nie działa sprężyna, względem tego miejsca określa się zmianę położenia ciała równą zmianie długości sprężyny. Sprężyna działa na ciało siłą proporcjonalną do zmiany jej długości (rozciągnięcia) i skierowaną w stronę punktu równowagi, co wyraża wzór:
{\displaystyle F=-kx.}
Przedstawione równanie jest równaniem ruchu harmonicznego.
Gdzie:
{\displaystyle x} – położenie wybranego punktu masy,
{\displaystyle F} – siła z którą sprężyna działa na masę,
{\displaystyle k} – współczynnik zwany stałą sprężystości,
Wychylenie ciała drgającego na sprężynie opisuje zależność:
{\displaystyle x(t)=A\sin(\omega t+\varphi )}
gdzie:
{\displaystyle A} – amplituda drgań, czyli maksymalne wychylenie ciała od położenia równowagi,
{\displaystyle \varphi } – faza drgań,
{\displaystyle \omega } – częstość kołowa drgań

### Współczynnik sprężystości
Współczynnik sprężystości {\displaystyle k={\frac {|F|}{|x|}}.}
Współczynnik sprężystości {\displaystyle k} zależy od materiału, z którego wykonano sprężynę oraz od parametrów sprężyny (np. długości).

### Okres drgań
{\displaystyle T={\frac {2\pi }{\omega _{0}}}=2\pi {\sqrt {\frac {m}{k}}}}
gdzie {\displaystyle T} – okres drgań wahadła sprężynowego.
Z powyższego wzoru wynika, że okres drgań nie zależy od amplitudy (dla drgań o odpowiednio małej amplitudzie), ale zależy od masy ciała i stałej sprężystości: im większa masa zawieszona jest na sprężynie i im mniejszy współczynnik sprężystości (np. zastosowano miękką sprężynę), tym okres drgań jest większy.

### Częstotliwość drgań
{\displaystyle f={\frac {1}{T}}={\frac {1}{2\pi }}{\sqrt {\frac {k}{m}}}}
gdzie {\displaystyle f} – częstotliwość drgań wahadła sprężynowego.